# بالكرشنا مهني
بالكرشنا مهني (15 نيسان (أبريل) 1901 - 7 نيسان (أبريل) 1980) كان حكم كريكت هندي. حكم في إحدى عشرة مباراةً تجريبيةً بين عامي 1949 و1956. ولعب موهوني في إحدى عشرة مباراةً من الدرجة الأولى لمهاراشترا، في 1934/35 و1941/42.

## طالِع أيضًا
- قائمة حكام الكريكيت التجريبيين

## روابط خارجية
- بالكرشنا مهني على موقع إي آس بي آن كريك إنفو (الإنجليزية)